# Chrysopidia erato
Chrysopidia erato är en insektsart som beskrevs av Hölzel 1973. Chrysopidia erato ingår i släktet Chrysopidia och familjen guldögonsländor. Inga underarter finns listade i Catalogue of Life.